# Либеральный интернационал
Либеральный интернационал (англ. Liberal International) — международная политическая организация, объединяющая либеральные партии. Штаб-квартира расположена в Лондоне, в здании Национально-либерального клуба. Основан в Оксфорде в 1947 году для укрепления либерализма во всём мире. Основные политические принципы Либерального Интернационала описывает «Оксфордский манифест».
Президентом Либерального интернационала с декабря 2018 года является Хакима Эль-Хайте, бывший министр окружающей среды Марокко.
Молодёжное крыло организации — Международная федерация либеральной молодёжи.
С марта 2002 года полноправным членом Либерального интернационала стала Российская объединённая демократическая партия «Яблоко», которая до этого с ноября 1998 года была в статусе наблюдателя. Один из основателей партии Григорий Явлинский является почетным вице-президентом Либерального интернационала.

## Цели и задачи
Либеральный интернационал в уставе определяет свои цели следующим образом: «Завоевать общее признание либеральных принципов, которые являются международными по своему характеру во всем мире и содействовать росту свободного общества, основанного на личной свободе, личной ответственности и социальной справедливости, и предоставить средства сотрудничества и обмена информацией между членами организации, а также между мужчинами и женщинами всех стран, которые согласяться с этими принципами».
Интернационал декларирует приверженность принципам уважения прав человека, свободных и справедливых выборов и многопартийной демократии, социальной справедливости, терпимости, социально-ориентированной рыночной экономики, свободной торговли, обеспечения экологической устойчивости и развитию международной солидарности. Цели Либерального интернационала также изложены в серии из семи манифестов, написанных между 1946 и 1997 годами. Ключевые решения принимаются различными органами организации.
Либеральный интернационал имеет статус участия при Совете Европы.

## Президенты Либерального интернационала
- 1948—1952 —  Сальвадор де Мадарьяга
- 1952—1958 —  Роджер Моц[англ.]
- 1958—1966 —  Джованни Малагоди[англ.]
- 1966—1970 —  Эдзо Токсопеус[англ.]
- 1970—1982 —  Гастон Торн
- 1982—1989 —  Джованни Малагоди[англ.]
- 1989—1992 —  Адольфо Суарес
- 1992—1994 —  Отто Ламбсдорф
- 1994—1996 —  Дэвид Стил
- 1996—2000 —  Фриц Болкестайн[англ.]
- 2000—2005 —  Аннеми Нейтс-Юттеброк[англ.]
- 2005—2009 —  Джон Алдердис[англ.]
- 2009—2014 —  Ханс ван Баален
- 2014—2018 —  Жули Миновес Трикель
- 2018 — настоящее время —  Хакима эль-Хайте